# Vale da Suruaca
O Vale do Suruaca fica na foz do Rio Barra Seca, que abrange parte dos municípios de Linhares, Jaguaré  e São Mateus no estado do Espírito Santo. Até o início do século XX, havia nessa região uma grande lagoa, chamada Suruaca. A mesma foi drenada através da abertura de canais e de uma nova Barra, num trecho onde o Rio Barra Seca passa próximo ao mar.